# Chip és Dale – A Csipet Csapat
Chip és Dale – A Csipet Csapat / Csipet Csapat (Eredeti cím: Chip 'n Dale Rescue Rangers) – 1989-től 1990-ig futott amerikai televíziós animációs kalandfilm-vígjátéksorozat, amelyet a Walt Disney Company készített. Két klasszikus Disney-szereplő, Chip és Dale a főszereplői három barátjukkal együtt, mint detektívek.
A koncepció története - utólagos megalkotással - egy 2 órás nagyfilmként indul, melyet később forgalmazók összevágtak a sorozat epizódjai közé. Magát a sorozatot 1989. március 4-én kezdték sugározni a The Disney Afternoon blokk részeként. Összesen 65 epizód készült az eredettörténet szétbontásával együtt. Az eredetfilmet A Csipet Csapat akcióba lép címmel 5 részre bontott folytatásokban sugározták. Magyarországon először 1991 és 1995 között vetítették a Walt Disney bemutatja műsorban a Magyar Televízió 1-es csatornáján.

## A név eredete
- A két főhős neve valószínűleg szóvicc: Thomas Chippendale 18. századi angol bútorkészítő nevére "rímel".
- A magyar név szellemesen használja ki az angol "chip" szó apró dolgokra vonatkozó jelentését, hiszen a "csipet" is kis mennyiség.
- A két figura a Donald kacsa és Plútó rövid rajzfilmekben már szerepelt, akkor még név nélkül és egyszerű hétköznapi mókusokként. Általában a főhősöket mindig sikerült rászedniük.

## Szereplők

### Hősök
- Chip ('A' – mókus) ebben a műsorban Indiana Jones-szerű kalapot és dzsekit visel és a csapat parancsnokaként szolgál. Karaktere mintha Indiana Jones és Sherlock Holmes keveréke lenne, erre utal példaképe, Sureluck Jones neve is.
- Dale ('B' – mókus) piros-sárga Hawaii inget hord és ő játssza a könnyelmű és vicces karaktert. Feltehető, hogy ő T.S. Magnum megfelelője a történetben.
- Kvarg Lipót (Monterey Jack) egy ausztrál izomegér, aki rajong a sajtért és retteg a macskáktól. Első küldetésük során csatlakozik a Csipet Csapathoz.
- Sziporka Hebrencs (Gadget Hackwrench) egy fiatal egérlány, a csapat pilótája és műszaki szakértője. Természetesen mindkét mókus fülig szerelmes Sziporkába, de ő a barátságnál többet egyikük iránt sem érez.
- Zümzüm (Zümi) Zipper, a légy: Kvarg Lipót csatlósa és a Csipet Csapat kabalája.

### Gonosztevők
- Pukkandúr (Fat Cat), a macska-keresztapa és négy ügyetlen szolgája, Kotormány a patkány, Girnyau (máshol "Rongy") a macska, Vakundok (máshol "Folt") a vakond és Bibircsók (máshol "Görcs"), a zöld gyík.
- Norton Niemand professzor (Professor Norton Nimnul): őrült tudós és a Csipet Csapat leggyakoribb ellenfele.

(A kettő együtt tűnik fel a pilot filmben.)

## Cameo-k a sorozatban
- Veszedelmes vadállatok – Humphrey medveként és Louie pumaként hasonlóan jelenik meg.
- Kiwi-tte el a repülőgépet és Egy elefánt sosem gyanakszik – A Pán Péter című 14. Disney-filmben látott krokodil hasonmása jelenik meg.
- Farkas olcsó öltönyben – A Kacsamesék sorozat, A pénz eltűnik című epizódjában látott állatkertben lakó állatok jelennek meg.

## Magyar szinkron
A Csipet Csapatot legelőször 1991-ben mutatták be a Walt Disney Bemutatja című műsorban. Európai alforgalmazó bizonyos logikai megfontolásokból más sorrendben és nem szezonok szerint árulta az epizódokat, 52 részig még az akkori Magyar Szinkron- és Video Vállalat szinkronizálta, akkoriban az 5 részre vágott eredettörténet 47 részt követően lezárásként került adásba. A későbbi maradék 13 részt 1993 őszén vetítették le. Ekkor történt pár kisebb változás a szinkronstábban. Ennek ellenére minőségi romlás nem történt.
Ismeretlen okokból 2004-ben a Disney újraszinkronizálta a sorozat felújított változatát az eredeti amerikai sorrenddel iktatva, átnevezte a címet egyszerűen Csipet Csapatra, és e változatot kapta meg az RTL. Ekkor az 5 részre vágott eredettörténetet a Disney és az RTL készítési dátum szerint - eléggé furcsa megoldásként - a 13. részt követően a 2. évad elejére szúrta be.  Az új szinkron más technikával készült és - híres színészek ellenére - negatívan érintette a régi rajongókat. Csak a dalszöveg maradt ugyanaz, de más személy énekelte fel és így még az sem őrizte meg régi varázsát.
| A magyar változat munkatársai | A magyar változat munkatársai      | A magyar változat munkatársai | A magyar változat munkatársai |                              |
| Beosztás                      | 47 rész + eredettörténet           | 53-65 rész között             | 2004                          |                              |
| ----------------------------- | ---------------------------------- | ----------------------------- | ----------------------------- | ---------------------------- |
| Magyar szöveg                 | Dobos Éva                          | Nedeczky Edit                 | Moduna Zsuzsa                 |                              |
| Hangmérnök                    | Bérczi Endre                       | Bérczi Endre                  | Kállai Roland Bederna László  |                              |
| Rendezőasszisztens            | Dóczi Orsolya                      | Dóczi Orsolya                 | –                             |                              |
| Vágó                          | Fényi Márta                        | Gáspár Tamara                 | Pilipár Éva                   |                              |
| Gyártásvezető                 | Németh Piroska                     | Németh Piroska                | Jávor Barbara                 |                              |
| Szinkronrendező               | Juhász Anna                        | Juhász Anna                   | Faragó József                 |                              |
| Felolvasó                     | Bozai József                       | Bozai József                  | Tóth G. Zoltán                |                              |
| Megrendelő                    | Magyar Televízió                   | Magyar Televízió              | Disney Character Voices Inc.  | Disney Character Voices Inc. |
| Szinkronstúdió                | Magyar Szinkron- és Video Vállalat | Videovox Stúdió Kft.          | Masterfilm (Digital) Kft.     |                              |

#### Magyar hangok
| Szereplő                       | Eredeti hang              | Magyar hang         | Magyar hang              | Magyar hang        |
| Szereplő                       | Eredeti hang              | 1. magyar változat  | 1. magyar változat       | 2. magyar változat |
| Szereplő                       | Eredeti hang              | 52 rész - 1990-1991 | 53-65 rész között - 1993 | 2004               |
| ------------------------------ | ------------------------- | ------------------- | ------------------------ | ------------------ |
| Chip                           | Tress MacNeille           | Vándor Éva          | Vándor Éva               | Vándor Éva         |
| Dale                           | Corey Burton              | Gyabronka József    | Kerekes József           | Kerekes József     |
| Sziporka Hebrencs              | Tress MacNeille           | Somlai Edina        | Somlai Edina             | Roatis Andrea      |
| Kvarg Lipót                    | Peter Cullen Jim Cummings | Gruber Hugó         | Gruber Hugó              | Gruber Hugó        |
| Zümzüm (Zümi)                  | Corey Burton              | saját hangján       | saját hangján            | saját hangján      |
| Pukkandúr                      | Jim Cummings              | Vass Gábor          | Vass Gábor               | Faragó András      |
| Norton Niemand professzor      | Jim Cummings              | Harkányi Endre      | Harkányi Endre           | Pálfai Péter       |
| Spinelli őrmester              | Jim Cummings              | Kránitz Lajos       | Kránitz Lajos            | Csuja Imre         |
| Jolly Roger (2 részben)        | Jim Cummings              | Sinkó László        | –                        | Csuja Imre         |
| Bibircsók (Görcs)              | Jim Cummings              | Kerekes József      | Balázsi Gyula            | Szokol Péter       |
| Rat Campone (3 részben)        | Jim Cummings              | Szersén Gyula       | Szersén Gyula            | Háda János         |
| Kirby járőr                    | Peter Cullen              | Végh Péter          | Horváth Lajos Ottó       | Sótonyi Gábor      |
| Muldoon járőr                  | Peter Cullen              | Győri Péter         | Győri Péter              | Rudas István       |
| Girnyaú (Rogy)                 | Peter Cullen              | Schnell Ádám        | Görög László             | Sörös Miklós       |
| Vakundok (Folt)                | Corey Burton              | Márton András       | Kocsis György            | Holl Nándor        |
| Kotormány                      | Corey Burton              | Szacsvay László     | Szacsvay László          | Breyer Zoltán      |
| Arnold Mousenegger (2 részben) | Brian Cummings            | Vajda László        | Farkas Antal             | ifj. Jászai László |
| Cukor Ray (2 részben)          | Chuck McCann              | Forgács Gábor       | Varga T. József          | Forró István       |
| Canina Le Fur (2 részben)      | Carol Channing            | Almási Éva          | Almási Éva               | Németh Kriszta     |

- További magyar hangok (1. magyar változat 1. évadjában): Antal László, Bács Ferenc, Balázs Péter, Balázsi Gyula, Balogh Erika, Bencze Ilona, Benedikty Marcell, Benkóczy Zoltán, Beregi Péter, Bessenyei Emma, Bolba Tamás, Bor Zoltán, Borbás Gabi, Buss Gyula, Czigány Judit, Csákányi László, Csankó Zoltán, Csere László, Csondor Kata, Detre Annamária, Dobránszky Zoltán, Dózsa László, Dunai Tamás, Elekes Pál, Esztergályos Cecília, Faragó Vera, Farkas Antal, Forgács Gábor, Forgács Péter, Földessy Margit, Gáti Oszkár, Győri Ilona, Haás Vander Péter, Hacser Józsa, Hankó Attila, Harsányi Bence, Harsányi Gábor, Helyey László, Hollósi Frigyes, Horkai János, Horváth Gyula, Huszár László, Jani Ildikó, Józsa Imre, Kardos Gábor, Kárpáti Tibor, Kassai Ilona, Kassai Károly, Kautzky József, Kézdy György, Kisfalussy Bálint, Kiss Erika, Kocsis Mariann, Konrád Antal, Kökényessy Ági, Kránitz Lajos, Kristóf Tibor, Laklóth Aladár, Láng József, Lippai László, Lux Ádám, Makay Sándor, Malcsiner Péter, Mányai Zsuzsa, Maros Gábor, Martin Márta, Melis Gábor, Némedi Mari, Orosz István, Pápai Erika, Papp Ágnes, Pataky Imre, Perlaki István, Pusztaszeri Kornél, Rátonyi Hajni, Rátonyi Róbert, Rátóti Zoltán, Rosta Sándor, Simon György, Simonyi Balázs, Simorjay Emese, Soós László, Straub Dezső, Surányi Imre, Szabó Gyula, Szabó Ottó, Szabó Sipos Barnabás, Szacsvay László, Szegedi Erika, Székhelyi József, Szerencsi Éva, Szokol Péter, Szombathy Gyula, Szoó György, Sztankay István, Szűcs Sándor, Tábori Nóra, Tarján Péter, Tordy Géza, Ujlaki Dénes, Vajda László, Varga T. József, Varga Tamás, Várkonyi András, Végvári Tamás, Velenczey István, Verebély Iván, Vogt Károly
- További magyar hangok (1. magyar változat 2. évadjában): Balázsi Gyula, Balogh Erika, Bolba Tamás, Bor Zoltán, Boros Zoltán, Csarnóy Zsuzsa, Csere Ágnes, Egri Kati, Gerő Gábor, Győri Ilona, Gyürki István, Hankó Attila, Holl Nándor, Imre István, Jakab Csaba, Kardos Gábor, Kassai Ilona, Kiss Erika, Kocsis Mariann, Koroknay Géza, Lippai László, Melis Gábor, Némedi Mari, Papp Ágnes, Papp János, Pásztor Erzsi, Pataky Imre, Pusztaszeri Kornél, Rudas István, Soós László, Szabó Sipos Barnabás, Szatmári György, Szokol Péter, Szűcs Sándor, Tábori Nóra, Uri István, Vadász Bea, Varga T. József, Varga Tamás, Várkonyi András, Velenczey István, Verebély Iván
- További magyar hangok (2. magyar változatban): Albert Péter, Andresz Kati, Bácskai János, Balázsi Gyula, Baráth István, Bartucz Attila, Berkes Bence, Berzsenyi Zoltán, Besenczi Árpád, Bodrogi Attila, Bogdányi Titanilla, Bognár Tamás, Borbás Gabi, Breyer Zoltán, Czető Ádám, Csík Csaba Krisztián, Csondor Kata, Csőre Gábor, Csuja Imre, Csurka László, Dobránszky Zoltán, Forró István, Fehér Péter, Forgács Gábor, Háda János, Halász Aranka, Hegedűs Miklós, ifj. Jászai László, Illyés Mari, Kálloy Molnár Péter, Kapácsy Miklós, Kardos Gábor, Kárpáti Tibor, Kassai Ilona, Kassai Károly, Kautzky Armand, Kiss Anikó, Kiss Erika, Koroknay Géza, Kossuth Gábor, Kránitz Lajos, Kristóf Tibor, Láng Balázs, Lázár Sándor, Lippai László, Makay Sándor, Markovics Tamás, Melis Gábor, Mezei Kitty, Mihályi Győző, Molnár Ilona, Molnár Levente, Morvay Gábor, Náray Erika, Némedi Mari, Németh Kriszta, Oláh Orsolya, Orosz Anna, Orosz István, Ősi Ildikó, Pálfai Péter, Pálmai Szabolcs, Papp János, Pethes Csaba, Posta Victor, Pusztaszeri Kornél, Rosta Sándor, Seder Gábor, Seszták Szabolcs, Simon Eszter, Sótonyi Gábor, Spilák Klára, Szokol Péter, Szórádi Erika, Szűcs Sándor, Varga T. József, Várkonyi András, Vass Gábor, Versényi László, Zsigmond Tamara

## Epizódlista
| Évad | Évad | Epizód | Évadpremier          | Évadzárás          |
| ---- | ---- | ------ | -------------------- | ------------------ |
|      | 1    | 13     | 1989. március 4.     | 1989. május 21.    |
|      | 2    | 47     | 1989. szeptember 15. | 1990. május 2.     |
|      | 3    | 5      | 1990. szeptember 10. | 1990. november 19. |

## Videójátékok
A Capcom két platformer videójátékot készített Nintendo Entertaiment System-re. Az elsőt 1990-ben, a másodikat 1994-ben adták ki Amerikában.
Valamint még 1990-ben készült DOS-ra egy játék Chip 'n Dale Rescue Rangers: The Adventures in Nimnul's Castle címmel.

## Érdekesség
Egy orosz vallási szekta Sziporkát imádja.